# 常以立
常以立，中華民國外交官、政府官員。畢業於喬治·華盛頓大學艾略特國際事務學院碩士，曾任駐澳大利亞臺北經濟文化辦事處秘書、外交部領事事務局人事室主任、外交部人事處副處長、外交部亞東太平洋司副司長、外交部參事兼部長辦公室主任、駐多倫多臺北經濟文化辦事處長、駐印度台北經濟文化中心副代表、經濟部經貿談判代表辦公室副總談判代表、駐紐西蘭臺北經濟文化辦事處大使銜代表、外交部亞東太平洋司長、駐澳大利亞臺北經濟文化辦事處大使銜代表等職務。

## 職業生涯
2013年7月10日，駐紐西蘭代表常以立與紐西蘭駐台代表裴仕文（Stephen Payton）在威靈頓簽署《紐西蘭與臺澎金馬個別關稅領域經濟合作協定》，簡稱《臺紐經濟合作協定》（ANZTEC），是中華民國與非邦交國簽署的第1份自由貿易協定。
中華民國與紐西蘭於1972年12月斷交，印有國徽與國號的「中華民國大使館」牌從原大使館所在地的紐西蘭北島威靈頓離散40餘年後，由駐紐西蘭代表常以立尋回，並成為辦事處財產妥善保管。